# 勾金橋宮
勾金橋宮（まがりのかなはしのみや）は、安閑天皇が営んだ宮都。

## 概要
534年に即位と同時に安閑天皇がこの宮へ遷都。僅か1年で廃都になり535年に宣化天皇が檜隅廬入野宮に遷都した。しかしこれらの記述は日本書紀によるものであって、古事記の記述とは若干異なる。古事記では安閑天皇は532年即位になっており、この宮が築かれたのもその年となっている。

## 位置と神社
この宮は現在の奈良県橿原市曲川町にあった。この宮があったとされる伝承地には安閑天皇を祀っている金橋神社がある。